# Sông Kontrovod
Kontrovod (tiếng Nga: Контровод) là một sông tại vùng Primorsky của Nga.
Sông có chiều dài 49 km và khởi nguồn từ dãy Strelnikov của Sikhote-Alin. Kontrovod đổ nước vào sông Bikin.
Luchegorsk được thành lập bên bờ sông. Có một hồ chứa thủy điện trên sông tại đây.